# Miguel Ángel Félix Gallardo
Miguel Ángel Félix Gallardo (ur. 8 stycznia 1946 w Culiacán) – meksykański handlarz narkotyków, twórca kartelu z Guadalajary, który w latach 80. XX wieku kontrolował prawie cały przemyt kokainy do Stanów Zjednoczonych.

## Życiorys
W młodości pracował jako policjant federalny oraz ochroniarz gubernatora Sinaloa, Leopolda Sáncheza Celisa, dzięki któremu stworzył sobie kontakty na wysokim szczeblu umożliwiające powstanie i rozbudowę jego kartelu. W szczytowym okresie jego organizacja przynosiła 5 miliardów dolarów rocznie, a w ramach zapłaty za swoje usługi pobierał 50% dostarczonej przez kartel z Cali kokainy.
8 kwietnia 1989 Miguel Angel Félix Gallardo został aresztowany za zabójstwo amerykańskiego agenta DEA, Enrique „Kiki” Camareny, który został zamęczony na śmierć w jednym z jego rancz. Początkowo odsiadywał wyrok 37 lat w więzieniu o najwyższym stopniu bezpieczeństwa w Altiplano, w stanie Meksyk. W 2014 został przeniesiony do ośrodka o obniżonym rygorze w Guadalajarze z powodu pogorszenia stanu zdrowia.